# Marcel Schäfer
Marcel Schäfer, né le 7 juin 1984 à Aschaffenbourg, est un ancien footballeur international allemand. Il évoluait au poste d'arrière gauche.

## Carrière
Après ses débuts pour les équipes de SV Eintracht Straßbessenbach et Viktoria Aschaffenburg, il signe un contrat pour jouer avec l'équipe des jeunes amateurs de TSV Munich 1860 en 2000.
Le jeune joueur du centre fut formé au poste de défenseur durant cette époque. En 2003-2004, il est intégré à l'équipe professionnelle, mais ne participe qu'à un seul match durant la saison. L'équipe ne réussit pas à se maintenir en 1.Bundesliga, et à partir de la saison 2004/2005 Marcel Schäfer devient un des joueurs primordiaux d'une équipe reformée au sein de la deuxième ligue d'Allemagne. Au total, il dispute 91 matchs de championnat pour l'équipe du TSV Munich 1860 et marque trois buts.
En 2007, après trois échecs de l'équipe du TSV Munich 1860 pour retourner en 1. Bundesliga, il signe un contrat avec le VfL Wolfsburg. Sous l'entraineur Felix Magath, qui a reconnu le talent et le potentiel du jeune joueur, il devient un joueur important de l'équipe et participe à tous les matchs de la saison 2008-2009 après laquelle le VfL Wolfsburg remporte pour la toute première fois le Championnat d'Allemagne de football.
Après dix saisons à Wolfsburg où il devient le joueur de champ le plus utilisé, il rejoint les Rowdies de Tampa Bay en United Soccer League le 1er mars 2017.

## En sélection
Marcel Schäfer devient également en 2008-2009 un joueur de l'équipe d'Allemagne de football sous Joachim Löw. Il réussit à se qualifier directement pour la Coupe du monde de football de 2010 avec son équipe.
Il compte huit sélections (0 but) en équipe d'Allemagne.

## Palmarès

### En club
- VfL Wolfsburg
  - Champion d'Allemagne en 2009
  - Vainqueur de la Coupe d'Allemagne en 2015
  - Vainqueur de la Supercoupe d'Allemagne en 2015

### En sélection
Vierge